# 店塔站
店塔站是位于陕西省榆林市神木市店塔镇的一个铁路车站，邮政编码719313。车站建于1996年，有神大铁路、准神铁路经过该站，现仅办理货运，不办理客运业务。车站距离包头东站223公里，隶属西安铁路局延安车务段，是四等站。